# Arabia Petraea
Arabia Petraea – prowincja rzymska nazywana inaczej Provincia Arabia na terenie dzisiejszej Jordanii, Synaju i północno-zachodniej Arabii Saudyjskiej. Stolicą było miasto Petra.
Od 106 roku w granicach Imperium Romanum, od 395 roku – Bizancjum, a od 642 roku należała do Arabów.